# Torymus sinensis
Torymus sinensis Kamijo, 1982, è un insetto parassitoide appartenente all'ordine degli Imenotteri (Chalcidoidea Torymidae), utile nel controllo biologico del Cinipide galligeno del castagno.

## Biologia
Torymus sinensis si comporta come ectoparassita monofago. Ha quindi un comportamento entomofago, ovvero è un insetto che si nutre a spese di altri insetti.
È specificatamente un parassita degli stadi larvali del cinipide del castagno (o Vespa del Castagno), il suo ciclo biologico si svolge nell'arco di un anno ed ha una vita piuttosto lunga (circa 30 gg), durante il quale si nutre di sostanze zuccherine.
In primavera la femmina di Torymus sinensis, dopo l'accoppiamento, depone le uova all'interno delle galle del cinipide del castagno mediante l'ovopositore; la larva che nasce dalle uova si nutre delle larve del proprio ospite dall'esterno (ectoparassitismo).
Il parassitoide sverna come pupa, e l'adulto sfarfalla infine la primavera successiva all'ovodeposizione dalle galle del cinipide ormai secche e vecchie di un anno; il Torymus sinensis svolge quindi una generazione annua.
L'ospite primario di T. sinensis, Dryocosmus kuriphilus (Hymenoptera Cynipidae), è uno dei pochi cinipidi galligeni non associati al genere Quercus; questo fitofago, originario della Cina, attacca i castagni provocando la formazione di galle che inglobano i nuovi germogli (foglie e fiori) e compromettendo gravemente la produzione dei frutti. Recenti ricerche hanno dimostrato l'esistenza di una parte di popolazione che entra in diapausa prolungata e sfarfalla alla seconda primavera dopo l'ovodeposizione.

## Importanza
Dall'area d'origine, il cinipide si è diffuso in Giappone (1941), in Corea (1963) e negli Stati Uniti (1974) e nel 2002 anche in Italia, segnalato in diversi castagneti del Piemonte in provincia di Cuneo. Negli anni successivi, il cinipide si è diffuso in Lazio e in Toscana e in altre regioni e nel 2009 la sua presenza risulta, oltre alle suddette regioni, anche in Lombardia, Liguria, Trentino-Alto Adige, Veneto, Friuli-Venezia Giulia, Emilia-Romagna, Umbria, Abruzzo, Campania, Calabria e Sardegna e anche in Basilicata con la maggiore concentrazione in Piemonte, nell'Appennino tosco-emiliano e nel Lazio. Nel 2013 la sua presenza è stata accertata anche in Ticino (Svizzera).
A causa della sua biologia, il fitofago è di difficile controllo con i mezzi chimici, perciò si ritiene che l'unico mezzo efficace sia la lotta biologica e integrata, basata principalmente sulle barriere fitosanitarie alla diffusione di materiale di propagazione proveniente dal Piemonte e sull'introduzione di antagonisti parassitoidi.
In Cina il fitofago è controllato efficacemente da diversi agenti naturali, fra cui rientrano alcuni Imenotteri Calcidoidi Torimidi, compreso il T. sinensis. Nella seconda metà degli anni settanta e agli inizi degli anni ottanta in Giappone è stato attuato un piano d'introduzione del T. sinensis importando alcune migliaia di galle dalla Cina. I monitoraggi effettuati nel corso degli anni ottanta hanno messo in evidenza che il Torimide si è acclimatato, espandendosi in un territorio più vasto, ma soprattutto ha ridotto drasticamente l'intensità degli attacchi del Cinipide: nei siti monitorati la percentuale d'infestazione, inizialmente del 43%, si è ridotta al 3% alla fine degli anni ottanta e all'1% agli inizi degli anni novanta.
Nel 2003 e nel 2004 sono state effettuate le prime prove di lotta biologica introducendo in Italia materiale di provenienza giapponese. Le prove hanno dato risultati positivi nel primo anno, tuttavia il secondo anno la parassitizzazione non si è stabilizzata, probabilmente a causa di una mancanza di sincronizzazione fra il ciclo del parassitoide e quello del cinipide. Dal 2005 il rilascio si è esteso anche ad altri siti in Lombardia, Emilia, Lazio, Campania e Sardegna. Le percentuali di parassitizzazione riscontrate variano dal 3 al 25%.
Sulla base delle osservazioni fatte in Giappone, si ritiene che il Torymus sinensis possa, a partire dalle aree di rilascio, arrivare a diffondersi nel raggio di cinque km nell'arco di 5 anni (la diffusione, lenta all'inizio, diventa esponenziale).